# Никитин, Владимир Алексеевич (физик)
Владимир Алексеевич Никитин — советский и российский физик, доктор физико-математических наук, профессор кафедры физики элементарных частиц физического факультета МГУ, главный научный сотрудник ЛВЭ ОИЯИ, лауреат Государственной премии СССР (1983).

## Биография
Владимир Алексеевич Никитин родился 13 июня 1934 года в городе Серпухов Московской области, в семье агронома и учительницы начальной школы. В 1941 году эвакуирован в Горьковскую область и там пошёл в школу.
В 1958 году окончил физический факультет МГУ и был распределён в Лабораторию высоких энергий (ЛВЭ) ОИЯИ, которой руководил Владимир Иосифович Векслер. 
Областью научных интересов Никитина стала экспериментальная физика высоких энергий; наиболее важные результаты были получены им при исследовании дифракционных процессов.
В экспериментах по упругому взаимодействию протонов в интервале энергии 1.4 ГэВ открыта действительная часть амплитуды рассеяния, обнаружено сужение дифракционного конуса с ростом энергии первичной частицы, что свидетельствует о росте радиуса области взаимодействия адронов. 
Никитин разработал принципиально новый метод изучения упругого рассеяния протонов на протонах на малые углы. Суть его состоит в реализации такого режима ускорения, при котором пучок многократно пересекает тонкую внутреннюю мишень. Продукты реакций в мишени регистрируются полупроводниковыми детекторами. Были разработаны два типа мишеней: тонкая плёнка и сверхзвуковая газовая струя. 
Беспрецедентно точная и эффективная техника позволила выполнить в 1970-е годы исследования дифракционных процессов на Серпуховском ускорителе У-70 и на ускорителе в Батавии (США. В результате обнаружены новые явления: интерференция кулоновского и ядерного рассеяний, сужение дифракционного конуса в рр-, pd- и pHe-рассеянии с ростом энергии, доказана важная роль трёхпомеронного взаимодействия в неупругой дифракции. Эти открытия сыграли основополагающую роль в формировании наших представлений об асимптотике адронных взаимодействий.
Никитин принимал участие в разработке сверхзвуковой струйной водородной мишени, которая нашла широкое применение в исследованиях на циклических ускорителях. Ряд его работ посвящен исследованию взаимодействия релятивистских ядер. Была изучена фрагментация ядер и выполнен поиск фазовых переходов возбужденной ядерной материи.
В 1990-е годы Никитин с коллегами выполнил ряд исследований ядро-ядерных взаимодействий на синхрофазотроне ОИЯИ и на циклотроне TRIUMF (Канада). Очередной шаг в этом направлении был сделан на установке WA-98 в ЦЕРН и на установке STAR в BNL. Эти исследования позволили значительно продвинуться в понимании законов эволюции возбужденной ядерной материи. В 2003-2008 годах Никитин руководил темой "Рождение частиц в рр-взаимодействии с высокой множественностью". Проект выполнен на ускорителе У-70 в ИФВЭ. Выполнено исследование коллективного поведения частиц в системе с высокой плотностью энергии. Обнаружено новое явление - конденсация пионов. Это направление Владимир Алексеевич продолжает разрабатывать, участвуя в физическом обосновании создания многоцелевого детектора (MPD) на строящемся ускорительном комплексе NICA. С его участием создан электромагнитный калориметр, который испытан на выведенном пучке Нуклотрона.